# Xerxes I
Xerxes I (em persa: خشایارشا, pronunciado "Kshaiarsha"; 519 a.C. – 465 a.C.) foi um xá aquemênida que governou de 486 a.C. até a data do seu assassinato em 465 a.C. Era filho de Dario I e neto de Histaspes e de Ciro, o Grande. Seu nome, Xerxes, é uma transliteração para o grego de seu nome persa depois de sua ascensão, Jshāyār Shah, que significa "governante de heróis".

## Nome
Xerxes (Ξέρξης, Xérxēs) e Xerses são as formas latina e grega do iraniano antigo Quexaiarxa (Xšaya-ṛšā), "governando os heróis", um nome popular entre os governantes do Império Aquemênida.

## Biografia

### Família, reinado e batalhas
Xerxes era filho de Dario I e Atossa, filha de Ciro II, que se casaram após Dario ter se tornado rei dos reis (título que se dava ao xá). Apesar de Ariâmenes ser o primogênito de Dario, foi Xerxes quem o sucedeu dado que era neto de Ciro II. Outro irmão foi o sátrapa Aquêmenes, filho de Dario e de Atossa.
Xerxes herdou o trono por designação do pai, sendo coroado apesar de não ser o primogênito. Continuou a guerra contra os gregos, conhecida como Guerras Médicas, como forma de vingança, pois seu pai havia perdido a Batalha de Maratona em 490 a.C.

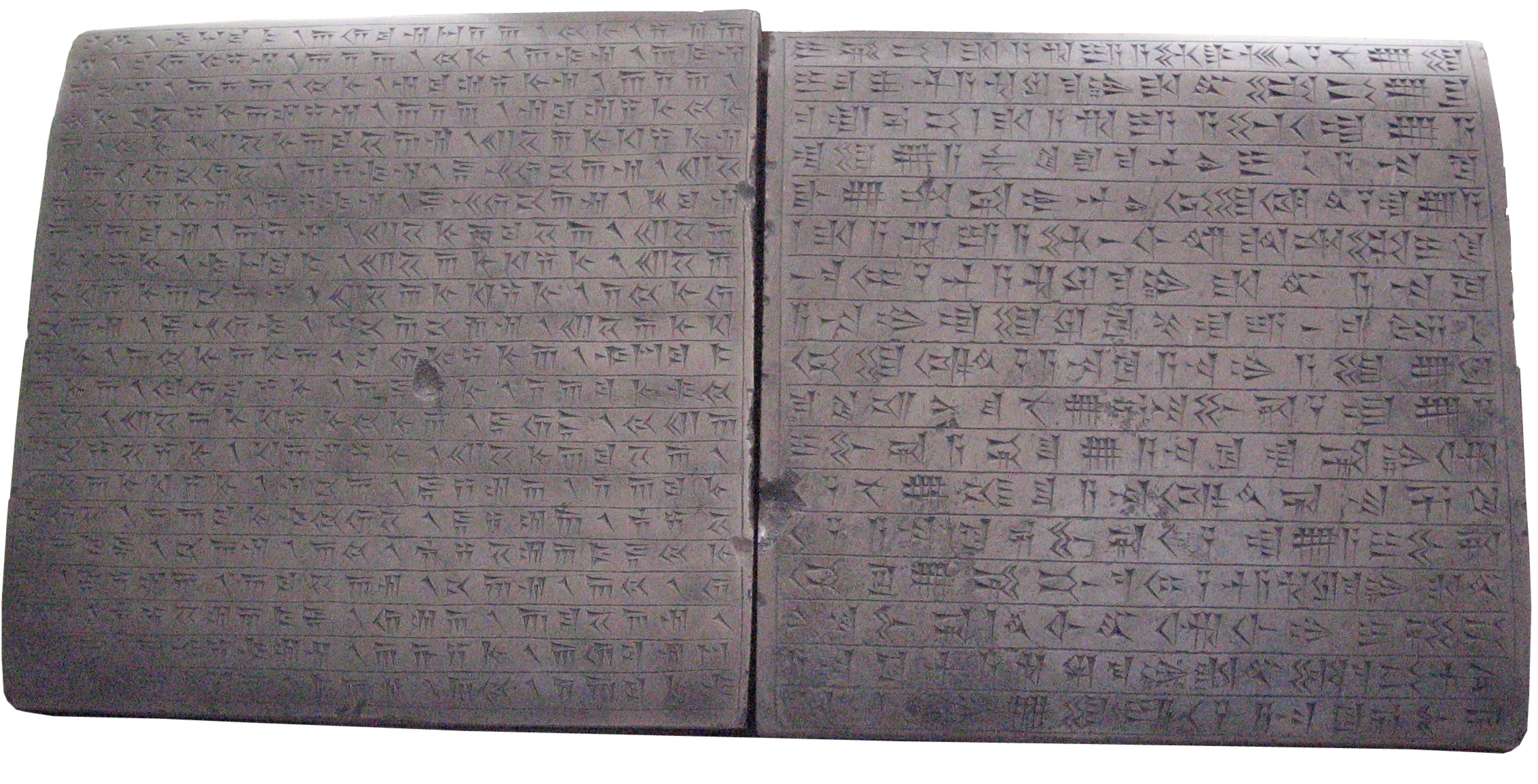
Tablete atribuído a Xerxes

Xerxes mandou construir um canal que atravessava a península de Atos, o que facilitou a passagem da frota. Após derrotar o exército de Leônidas I, vencendo a Batalha das Termópilas, que teve como palco o desfiladeiro de mesmo nome, Xerxes saqueou a Ática e, ao tomar Atenas, arrasou os santuários da Acrópole.

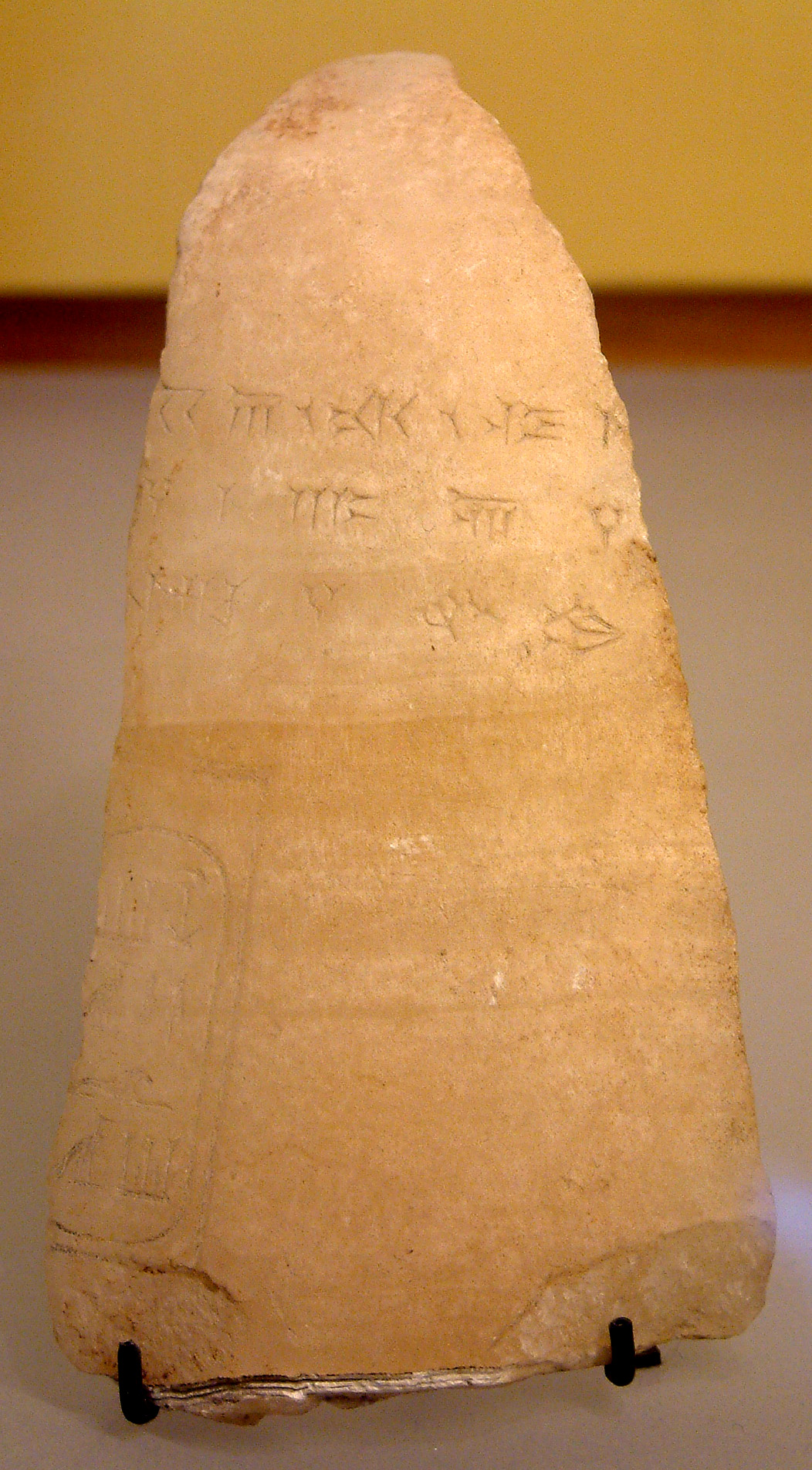
Fragmento de vaso cerâmico com a inscrição Xerxes

Sua frota foi destruída na Salamina por Temístocles, em consequência dos graves erros táticos que cometeu, retornando à Pérsia. Ele nunca chegou a se recuperar dessa derrota e em seguida abandonou as ambições militares. Mais tarde morreria assassinado por seu ministro Artabano, em 465 a.C.
Nos últimos anos de reinado, Xerxes dedicou-se à construção de palácios e monumentos que contribuíram para o embelezamento de Persépolis.
Artapano e o eunuco Aspamitres, conselheiros de Xerxes, o assassinaram, e convenceram Artaxerxes I de que Dario, seu irmão, havia assassinado o próprio pai; Dario foi levado ao palácio de Artaxerxes e, mesmo negando o crime, foi executado.

## Árvore genealógica
|       |       | Dario I | Dario I | Dario I | Dario I | Dario I  | Dario I  |           |           | Atossa    | Atossa    | Atossa    | Atossa    | Atossa | Atossa |            |            |            |            |            |            |  |  |          |          | Otanes   | Otanes   | Otanes   | Otanes   | Otanes   | Otanes   |        |        |        |        |        |        |  |  |  |  |  |  |  |  |  |  |  |  |  |  |
|       |       | Dario I | Dario I | Dario I | Dario I | Dario I  | Dario I  |           |           | Atossa    | Atossa    | Atossa    | Atossa    | Atossa | Atossa |            |            |            |            |            |            |  |  |          |          | Otanes   | Otanes   | Otanes   | Otanes   | Otanes   | Otanes   |        |        |        |        |        |        |  |  |  |  |  |  |  |  |  |  |  |  |  |  |
|       |       |         |         |         |         |          |          |           |           |           |           |           |           |        |        |            |            |            |            |            |            |  |  |          |          |          |          |          |          |          |          |        |        |        |        |        |        |  |  |  |  |  |  |  |  |  |  |  |  |  |  |
|       |       |         |         |         |         | Xerxes I | Xerxes I | Xerxes I  | Xerxes I  | Xerxes I  | Xerxes I  |           |           |        |        |            |            |            |            |            |            |  |  |          |          | Améstris | Améstris | Améstris | Améstris | Améstris | Améstris |        |        |        |        |        |        |  |  |  |  |  |  |  |  |  |  |  |  |  |  |
|       |       |         |         |         |         | Xerxes I | Xerxes I | Xerxes I  | Xerxes I  | Xerxes I  | Xerxes I  |           |           |        |        |            |            |            |            |            |            |  |  |          |          | Améstris | Améstris | Améstris | Améstris | Améstris | Améstris |        |        |        |        |        |        |  |  |  |  |  |  |  |  |  |  |  |  |  |  |
|       |       |         |         |         |         |          |          |           |           |           |           |           |           |        |        |            |            |            |            |            |            |  |  |          |          |          |          |          |          |          |          |        |        |        |        |        |        |  |  |  |  |  |  |  |  |  |  |  |  |  |  |
|       |       |         |         |         |         |          |          |           |           |           |           |           |           |        |        |            |            |            |            |            |            |  |  |          |          |          |          |          |          |          |          |        |        |        |        |        |        |  |  |  |  |  |  |  |  |  |  |  |  |  |  |
|       |       |         |         |         |         |          |          |           |           |           |           |           |           |        |        |            |            |            |            |            |            |  |  |          |          |          |          |          |          |          |          |        |        |        |        |        |        |  |  |  |  |  |  |  |  |  |  |  |  |  |  |
| Dario | Dario | Dario   | Dario   | Dario   | Dario   |          |          | Histaspes | Histaspes | Histaspes | Histaspes | Histaspes | Histaspes |        |        | Artaxerxes | Artaxerxes | Artaxerxes | Artaxerxes | Artaxerxes | Artaxerxes |  |  | Rodoguna | Rodoguna | Rodoguna | Rodoguna | Rodoguna | Rodoguna |          |          | Amitis | Amitis | Amitis | Amitis | Amitis | Amitis |  |  |  |  |  |  |  |  |  |  |  |  |  |  |

## Representação na cultura

### Cinema
- Em 300 e 300: Rise of an Empire, vivido por Rodrigo Santoro.
- Na paródia Meet the Spartans, Ken Davitian é Xerxes.
- Em Uma noite com o Rei, de 2006, Xerxes é vivido pelo ator Luke Goss.

### Teledramaturgia
- Xerxes foi interpretado por Carlo Porto na série A Rainha da Pérsia, da RecordTV.[12]